# Râul Sohodol, Tismana
Râul Sohodol este un curs de apă, afluent al râului Tismana. Se formează la confluența a două brațe: Pârgavu și Viezurata. Râul Sohodol se varsă în râul Tismana în apropierea localității Godinești, județul Gorj, în partea ei de nord.

## Hărți
- Harta munții Vâlcan  Arhivat în 15 iunie 2011, la Wayback Machine.